# العلاقات اللوكسمبورغية الموزمبيقية
العلاقات اللوكسمبورغية الموزمبيقية هي العلاقات الثنائية التي تجمع بين لوكسمبورغ وموزمبيق.

## مقارنة بين البلدين
هذه مقارنة عامة ومرجعية للدولتين:
| وجه المقارنة                                              | لوكسمبورغ                                                     | موزمبيق          |
| --------------------------------------------------------- | ------------------------------------------------------------- | ---------------- |
| المساحة (كم2)                                             | 2.59 ألف                                                      | 801.59 ألف       |
| عدد السكان (نسمة)                                         | 599.45 ألف                                                    | 29.67 مليون      |
| الكثافة السكانية (ن./كم²)                                 | 231.45                                                        | 37.01            |
| العاصمة                                                   | لوكسمبورغ                                                     | مابوتو           |
| اللغة الرسمية                                             | اللغة اللوكسمبورغية، لغة فرنسية، اللغة الألمانية              | اللغة البرتغالية |
| العملة                                                    | يورو، فرنك لوكسمبورغ                                          | متكال موزمبيقي   |
| الناتج المحلي الإجمالي (بليون دولار)                      | 62.40 مليار                                                   | 12.33 مليار      |
| الناتج المحلي الإجمالي (تعادل القوة الشرائية) بليون دولار | 58.13 مليار                                                   | 33.35 مليار      |
| الناتج المحلي الإجمالي الاسمي للفرد دولار أمريكي          | 101.45 ألف                                                    | 529              |
| الناتج المحلي الإجمالي للفرد دولار أمريكي                 | 101.93 ألف                                                    | 1.13 ألف         |
| مؤشر التنمية البشرية                                      | 0.892                                                         | 0.416            |
| رمز المكالمات الدولي                                      | +352                                                          | +258             |
| رمز الإنترنت                                              | .lu                                                           | .mz              |
| المنطقة الزمنية                                           | توقيت وسط أوروبا، ت ع م+01:00، ت ع م+02:00، أوروبا/لوكسمبورج ‏ | ت ع م+02:00      |

## منظمات دولية مشتركة
يشترك البلدان في عضوية مجموعة من المنظمات الدولية، منها:
| علم المنظمة | اسم المنظمة                               | تاريخ انضمام لوكسمبورغ | تاريخ انضمام موزمبيق |
| ----------- | ----------------------------------------- | ---------------------- | -------------------- |
|             | الاتحاد البريدي العالمي                   | ?                      | ?                    |
|             | مؤسسة التنمية الدولية                     | 4 يونيو 1964           | 24 سبتمبر 1984       |
|             | منظمة حظر الأسلحة الكيميائية              | ?                      | ?                    |
|             | منظمة التجارة العالمية                    | ?                      | ?                    |
|             | الأمم المتحدة                             | 24 أكتوبر 1945         | 16 سبتمبر 1975       |
|             | وكالة ضمان الاستثمار متعدد الأطراف        | 29 أغسطس 1991          | 23 نوفمبر 1994       |
|             | منظمة الشرطة الجنائية الدولية             | ?                      | ?                    |
|             | مؤسسة التمويل الدولية                     | 4 أكتوبر 1956          | 24 سبتمبر 1984       |
|             | الاتحاد الدولي للاتصالات                  | 2 مارس 1866            | 4 نوفمبر 1975        |
|             | البنك الدولي للإنشاء والتعمير             | 27 ديسمبر 1945         | 24 سبتمبر 1984       |
|             | البنك الإفريقي للتنمية                    | ?                      | ?                    |
|             | المركز الدولي لتسوية المنازعات الاستشارية | 29 أغسطس 1970          | 7 يوليو 1995         |
|             | يونسكو                                    | 27 أكتوبر 1947         | 11 أكتوبر 1976       |

## وصلات خارجية
- موقع وزارة الخارجية اللوكسمبورغية
- موقع وزارة الخارجية الموزمبيقية